# Serra de la Torreta
La Serra de la Torreta o Torreta-Monastil és una muntanya situada al municipi d'Elda, al Vinalopó Mitjà. La formació es troba dins de la Serralada Prebètica. Té una forma allargada en disposició est-oest i tot el seu cim està a una altura mitjana similar, que ronda els 550 m. La seua altura màxima és de 563 msnm. A l'oest, la formació gira 90° cap al sud, fins que es talla abruptament per la Rambla de la Melva.

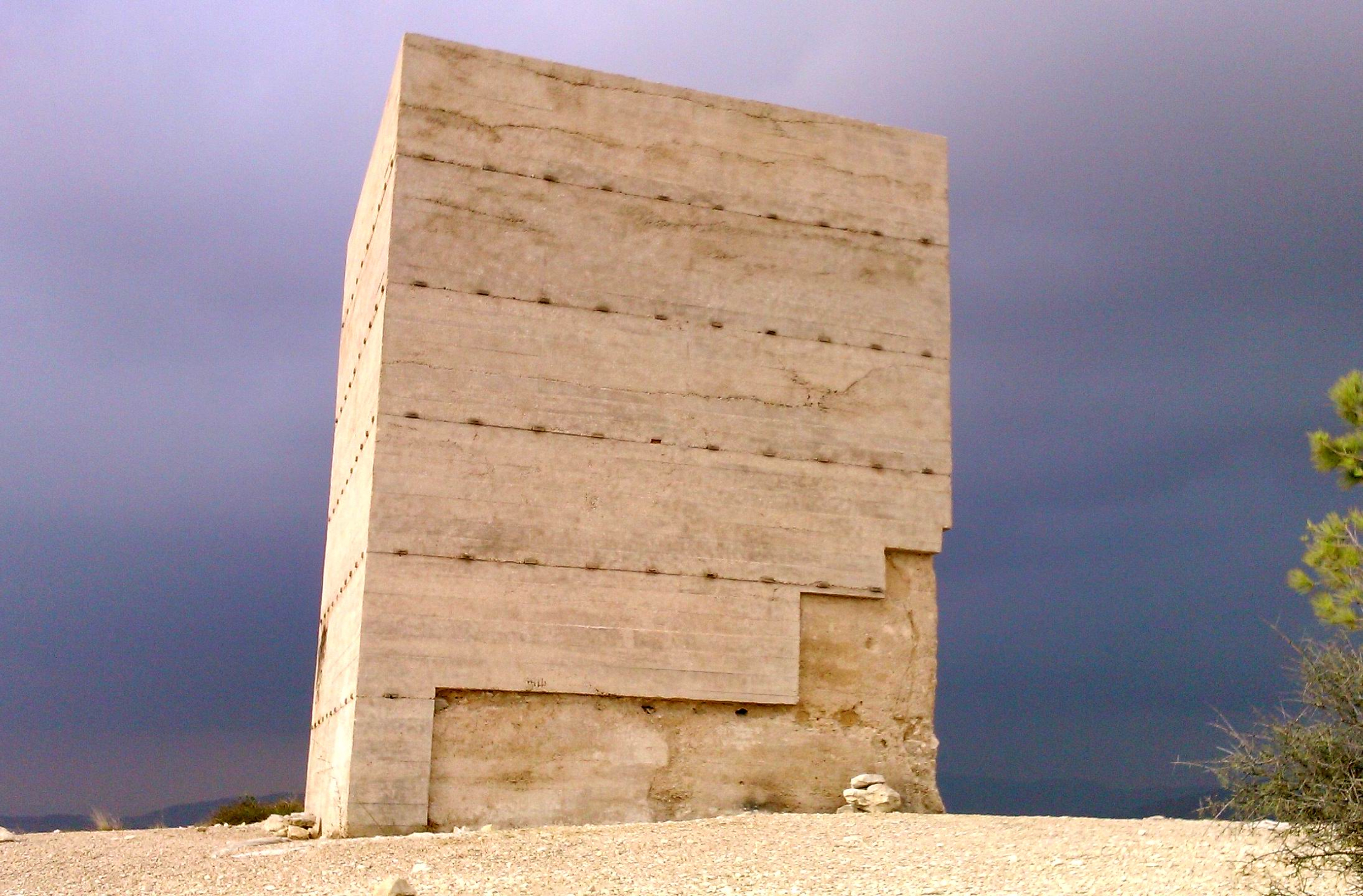
La Torreta, torre de vigilància d'Elda

La serra forma un promontori allargat al nord del nucli urbà d'Elda, el qual arriba fins a la base de la muntanya, encaixonant la ciutat, i que fa de frontera física cap a Saix. La carretera CV-833 té un xicotet port de muntanya que la travessa. En l'angle de 90° es troba l'Hospital Virgen de la Salud d'Elda, que dona servei a tot el Mitjà i Alt Vinalopó. Al capdamunt, també es troben dues grans antenes de radiodifusió, una d'elles la que utilitza Radio Elda.
La muntanya dona nom així mateix a un barri d'Elda i a un institut d'educació secundària.

## Arqueologia
L'emplaçament de la muntanya, al costat del riu i en una posició elevada amb gran visibilitat sobre la vall, ha fet que des de les albors de la història haja estat poblada per diferents civilitzacions. En l'extrem est de la serra, es troba El Monastil, un poblat ibero-romà de gran valor arqueològic, del que s'han extret nombroses ceràmiques i escultures. Compta amb les ruïnes d'una església paleocristiana de temps visigot, que probablement va derivar en monestir. Per això, després de la invasió morisca, aquests la van anomenar al-Monastir, que és d'on procedeix el nom d'aquest sector de la serra, Monastil.
En la part central, es troba La Torreta, que és la que dona nom a la muntanya. Una torre de vigilància del segle xiv, declarada BIC, que servia per enllaçar visualment els castells d'Elda i Saix, així com per a vigilar el trànsit dels camins que arribaven cap a Elda.
Hi ha igualment en el sector occidental un mur de pedra del qual es desconeix el seu origen, però que va ser usat durant la Guerra de la Independència com a parapet contra els qui ascendiren pel port en el seu vessant nord. Existeixen així mateix moltes altres ruïnes pels vessants de tota la serra que estan encara sense catalogar ni determinar.

## Aigua

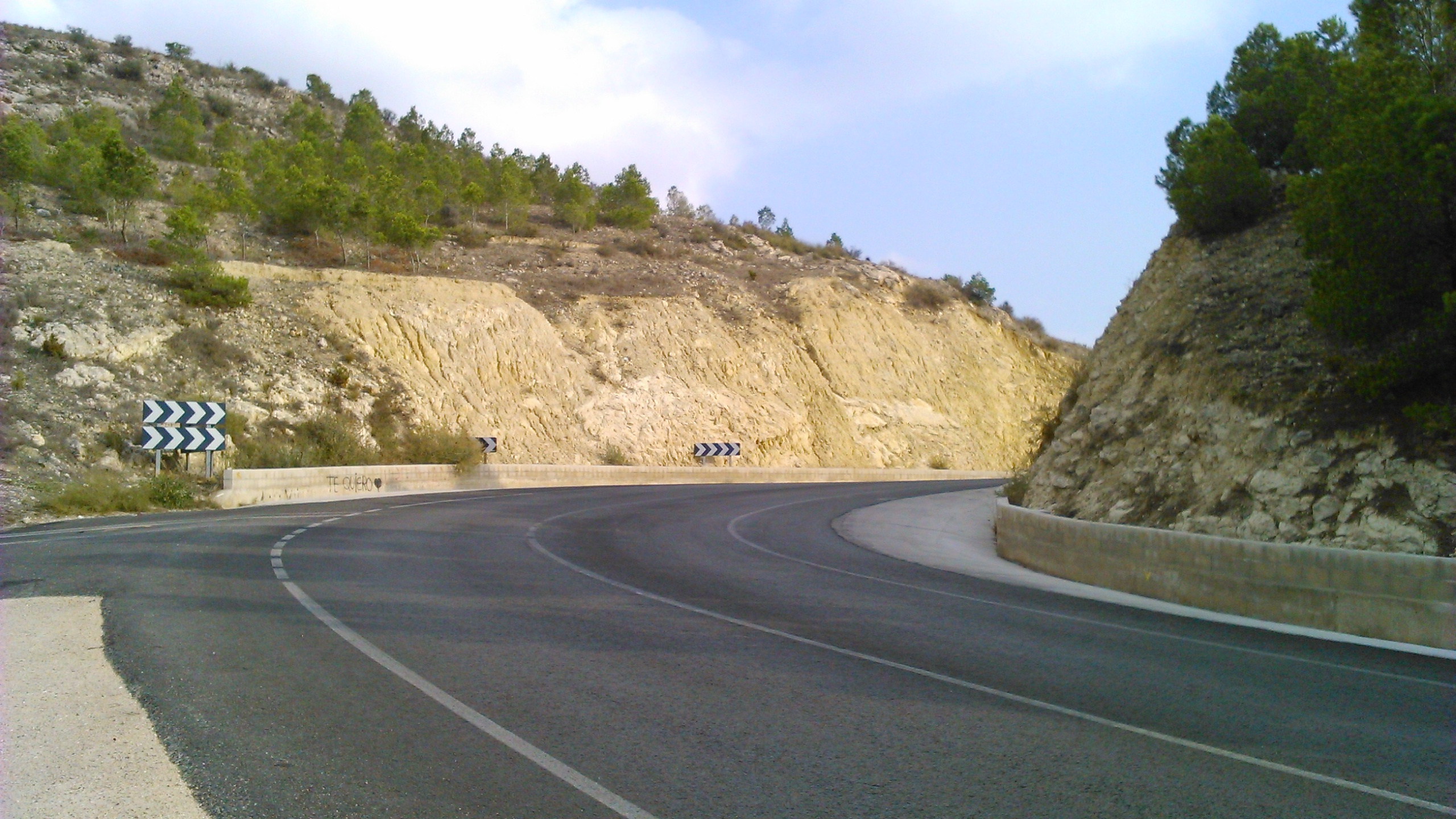
Un xicotet port de muntanya travessa la serra.

En l'extrem est de la serra, al costat del Monastil, el Vinalopó forma un congost amb un meandre, que suposa el pas més estret de tota la vall. Es va aprofitar la seua morfologia per situar en ell el Pantà d'Elda, que encara que hui està en desús, és una de les preses més antigues d'Europa.
A principis de segle xx, La Torreta va ser una zona de producció hidroelèctrica. S'aprofitava la proximitat al riu i el pendent per pujar i deixar caure aigua des de l'alt de la muntanya mitjançant tubs. Existien dues centrals, anomenades fàbriques de la llum, la que tenia l'empresa Luz Elda SA al paratge del Chorrillo, i L'Elèctrica Eldense, a la zona de la Casa Colorá.
Pel vessant sud també discorre un aqüeducte que és el que transporta l'aigua de consum humà a Elda des de la veïna Serra de Salines.

## Fauna i Flora
Les zones de més valor natural són els extrems oriental i occidental. A l'est, al pantà, hi ha un aiguamoll on abunda un bosc de galeria format per tamarix. A l'oest, a la zona de la Lobera, que mira cap al vessant oposat a la ciutat, es troba una enorme pineda d'important extensió, que va ser repoblat fa unes dècades.